# Burger King

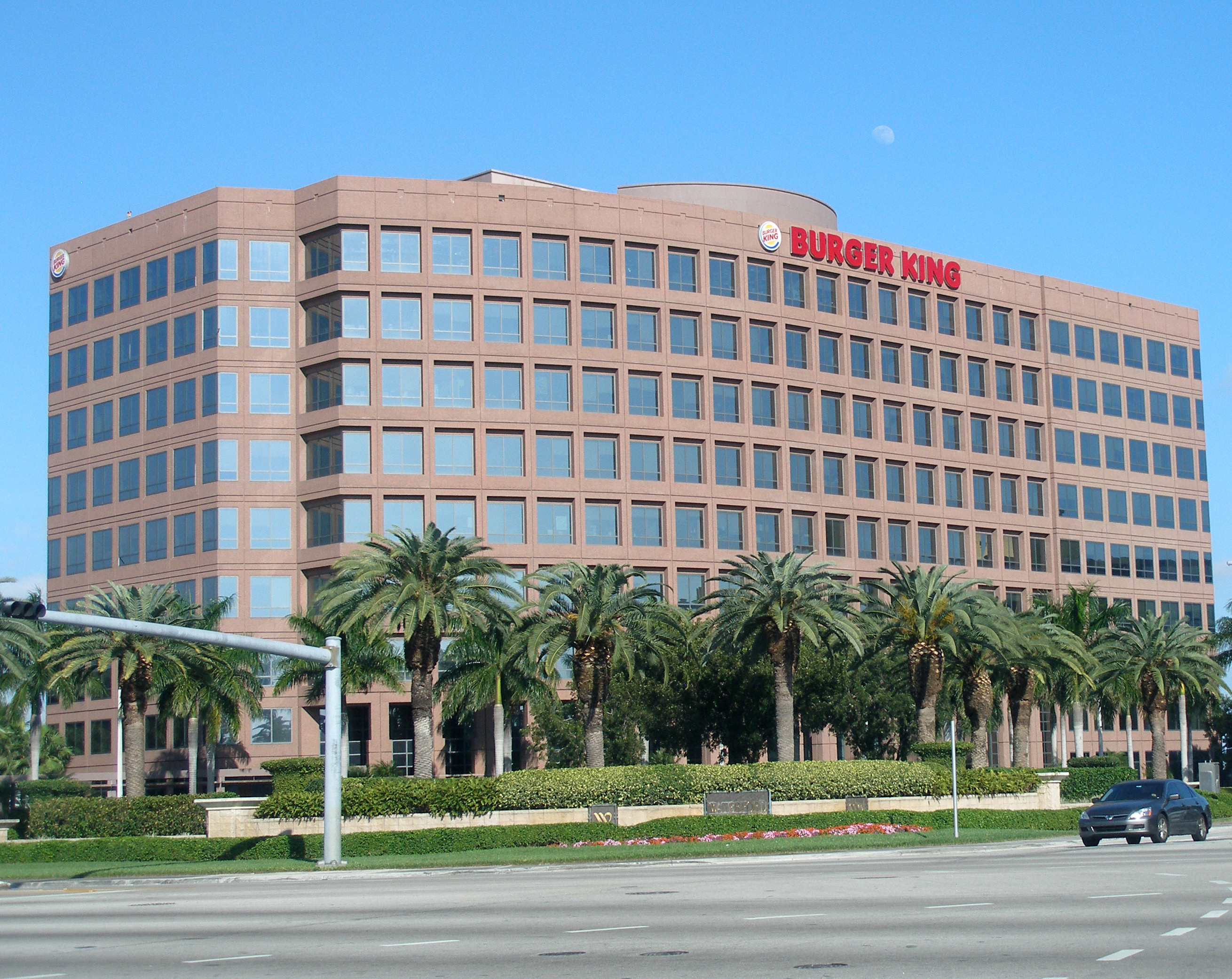
Företagets huvudkontor i Miami-Dade.

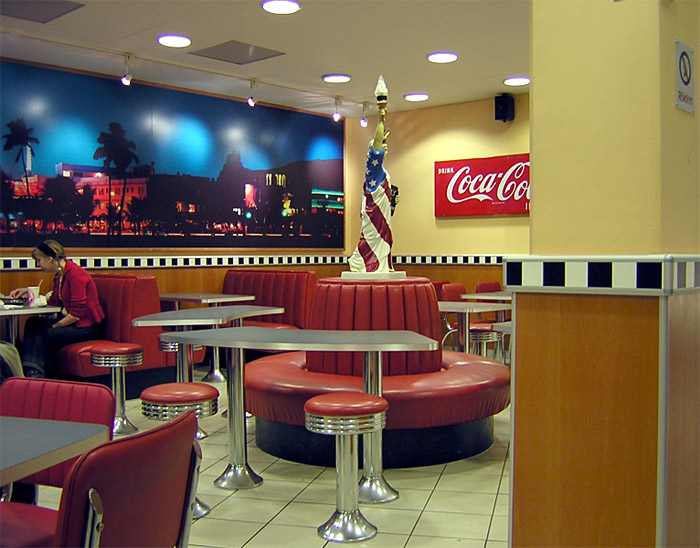
Typisk USA-inspirerad Burger King-interiör, här från Stureplan (numera nedlagd), Stockholm.

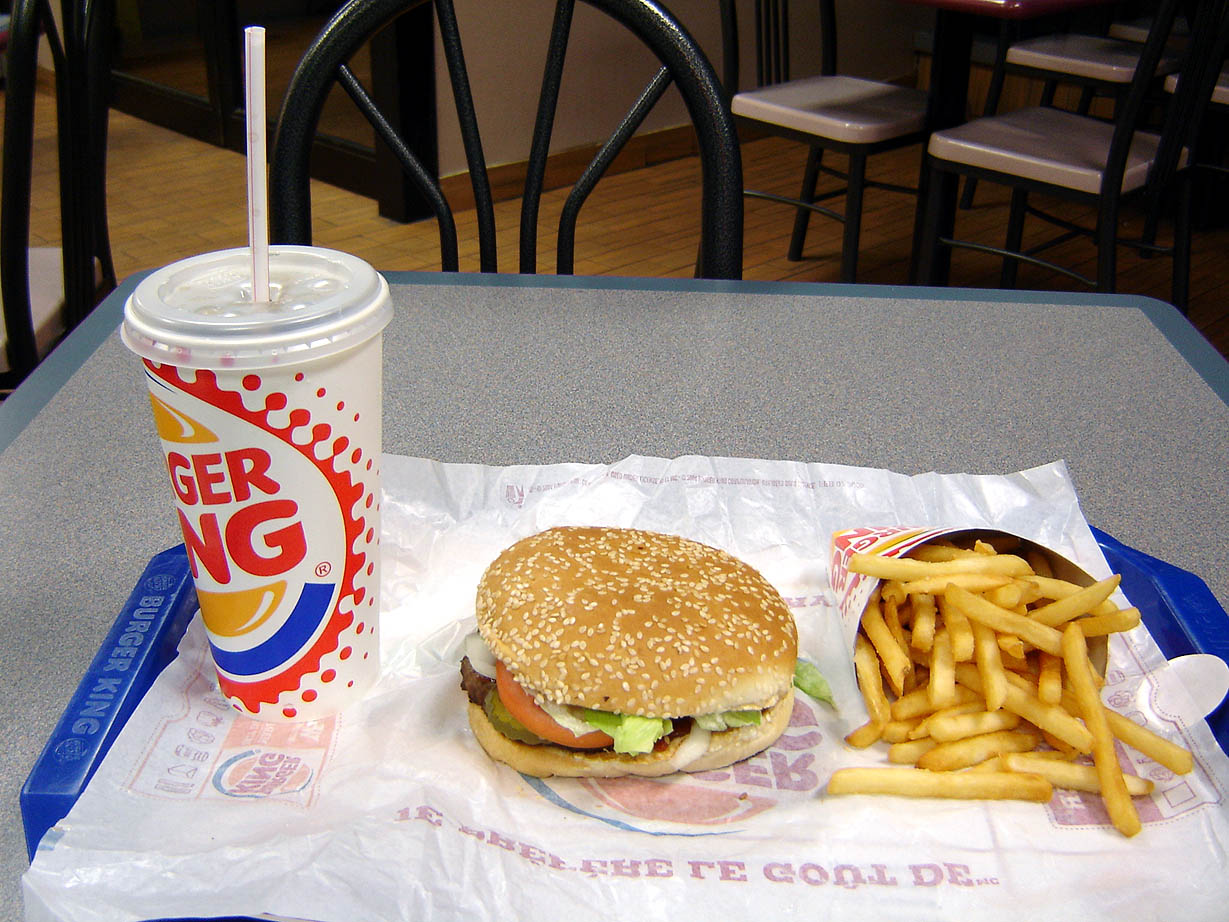
Burger King Whopper-måltid.

Burger King Corporation är en stor amerikansk kedja av snabbmatsrestauranger som framför allt säljer hamburgare, pommes frites, olika sandwiches, läskedrycker och desserter. I slutet av 2018 hade Burger King nästan 18 000 restauranger i hundra länder, varav ungefär hälften i USA.
1954 öppnade David Edgerton och Jim McLamore sin första hamburgerrestaurang i Miami, vilket kom att bli starten på Burger King. Företagets första restaurang i Europa öppnade i Madrid 1975 och den första svenska restaurangen öppnades i Malmö 1976. Företagets huvudkontor finns i Miami-Dade County, Florida alldeles utanför Miami.  Världens nordligaste Burger King-restaurang ligger i Tromsø, Norge .

## Historia
Den första restaurangen, som ursprungligen kallades Insta Burger King, öppnades 4 december 1954 i en förort till Miami av de två BK-pionjärerna James McLamore och David Edgerton, som båda gått på Cornell University School of Hotel Administration. McLamore hade besökt bröderna Dick och Mac McDonalds McDonald's restaurang i San Bernardino i Kalifornien där de insåg att deras löpande band-koncept hade stor potential, och beslöt sig för att skapa sin egen version.
Under 60-, 70- och 80-talet bytte Burger King ägare ett flertal gånger och mot slutet av och i början av 00-talet gick många restauranger dåligt och stängdes. 2006 introducerades Burger King på New York-börsen. I slutet av 2008 var Burger King den andra största hamburgerkedjan efter McDonald's och den fjärde största snabbmatskedjan efter Yum! Brands, McDonald's och Subway.
2010 hade Burger King 11 115 restauranger i världen, omsättningen 2009 motsvarade 18 miljarder kronor. . Under samma period hade McDonald's en omsättning på 170 miljarder kronor.

## Produkter
Burger Kings flaggskepp är hamburgaren Whopper som introducerades 1957. Utöver det säljs ett standardutbud som kompletteras av kampanjer och hamburgare med kött av högre kvalitet (från Angusboskap) samt bland annat barnmenyer och friterade kycklingbitar.

## Burger King i Sverige
Den första restaurangen i Sverige slog upp sina portar på Gustav Adolfs torg i Malmö år 1976. Öppningen väckte stor uppmärksamhet då det var Burger Kings andra restaurang i Europa (efter Madrid). Därpå följde en etablering i Lund men det var först under 1990-talet som Burger King på allvar skulle etablera sig i landet, om än primärt i storstadsregionerna. Restauranger i Stockholm under namnet Big Burger hade under en längre tid vuxit sig relativt starka samtidigt som Burger King etablerades i Göteborg under en period då Stena Line var huvudägare. Kedjan Big Burger i Stockholm köptes upp och blev en del av Burger King.
I början av 1990-talet, när den konkurrerande hamburgerkedjan Clock tvingades lägga ned enheter och/eller konvertera till Pizza Hut, tog Big Burger över flera av Clocks restauranger och konverterade dessa till sitt eget format. I dag har Burger King 122 restauranger i Sverige.
Största franchisetagare i Sverige är NSP som äger cirka 1/3 av restaurangerna.

## Namnkonflikt i Australien
I Australien fanns redan ett snabbmatställe med namnet Burger King. Därför har franchisekedjan där ett annat namn, nämligen Hungry Jack's.

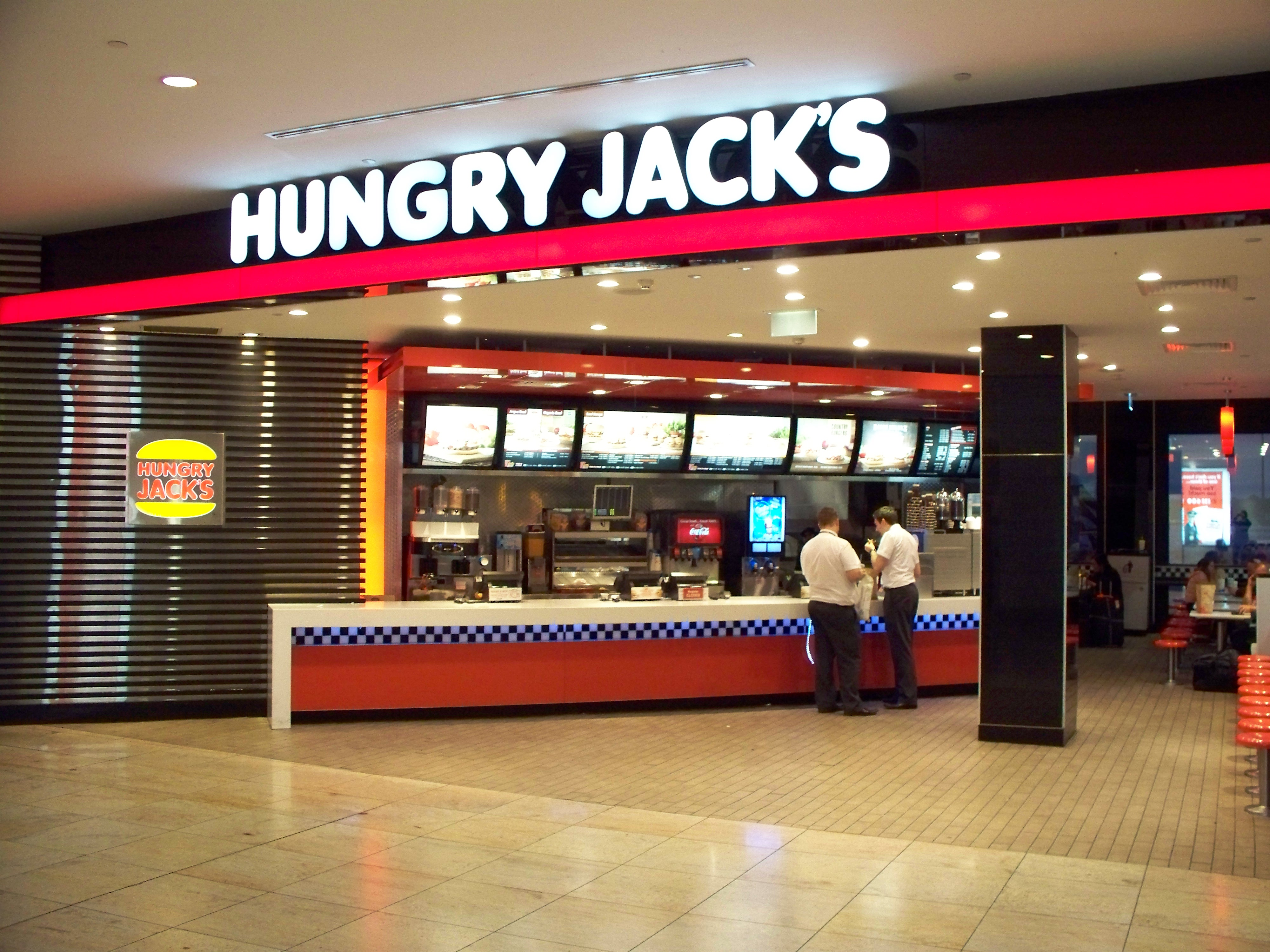
En Hungry Jack's-restaurang i Australien.